# Domingo Blasco
Domingo Blasco (Àvila, s. m. s. XII - 22 de desembre de 1239) anomenat Dentudo, fou un noble i religiós castellà, que fou bisbe d'Àvila entre 1213 i 1239.

## Biografia
D'origen noble, membre del llinatge dels Dávila, una de les primeres famílies instal·lades durant la repoblament de la ciutat després de la conquesta cristiana. És fill de l'adalil Sancho Ximeno, la mort del qual està documentada el 1173. Blasco va formar part del grup religiós i militar dels guerrers de frontera, diversos dels quals van ocupar la cadira episcopal abans del segle xii. A més, és el primer de la seva família en ocupar un càrrec de l'alta jerarquia eclesiàstica.
El 31 d'octubre de 1212 està documentat com a bisbe electe d'Àvila en la donació que el rei Alfons VIII fa a Álvaro Núñez de Lara de la vila de Castroverde. Possiblement va ser elegit pel capítol de la catedral amb l'aprovació del monarca, com era habitual, tot i que segur que va comptar amb detractors, atès que alguns autors el suposen competint amb un Juan, i altres esmenten un Juan III, mort el 1216, i un Sancho, mort el 1233. Per aquesta raó, Moreno creu que el 1228, Blasco encara devia ser bisbe electe, tot i que la seva documentació abasta, si més no, des de 1212 a 1237.
Com a bisbe, va assistir al IV Concili del Laterà el 1215, i el 1218 rep una carta del papa Honori III en què l'exhorta a participar en les guerres contra els musulmans d'al-Àndalus. Va intervenir en els assumptes generals del regne, especialment amb motiu de l'ascens al tron de Ferran III de Castella. El 1217 va formar part d'una ambaixada, juntament amb el bisbe de Burgos, Mauricio, que la reina Berenguera de Castella envia al seu espòs Alfons IX de Lleó perquè abandonés la seva política hostil en contra del nou monarca castellà. Probablement, com a part de l'agraïment pels seus serveis, Ferran II va concedir-li a ell i a la catedral d'Àvila terres a Olmedo i a Arévalo el 1221, i també l'aldea de Guijo amb el seu castell, el 1231.
Va morir a Àvila el 22 de desembre de 1239. Segons Gil González Dávila, va ser enterrat a la catedral d'Àvila, al costat de l'altar dedicat a sant Nicolau.